# Heidenreich Sedlecký
Heidenreich Sedlecký (zemřel 23. října 1320) byl opat sedleckého kláštera, významný diplomat své doby. Na místo opata byl zvolen zřejmě v době po bitvě na Moravském poli, během svého úřadu klášteru přidal na významnosti a také se podílel na založení první fundace na Zbraslavi.

## Život
Heidenreich, který byl pravděpodobně německé národnosti, se stal jedním z duchovních rádců mladého krále Václava II. a právě ten jej požádal o nový konvent pro královský klášter na Zbraslavi. Do sedmdesátých let 13. století je datován objev ložisek stříbrné rudy, který stojí za vznikem města Kutná Hora. Sedlecký klášter měl z dolů otevřených na svém území nemalé zisky a stejně tak vybíral poplatky z domů, lázní a mlýnů v novém městě. Roku 1304 doplatil klášter na blízkost Kutné Hory při obléhání vojsky Albrechta Habsburského, kdy mniši raději opustili klášterní budovy a nechali je vojákům napospas.
Po vraždě posledního přemyslovského krále Václava III. roku 1306 se Heidenreich společně se zbraslavským opatem Konrádem přiklonil ke kandidatuře Albrechtova syna Rudolfa, který se stal prvním Habsburkem vládnoucím českému království. Po Rudolfově nečekaném skonu se cisterciáčtí opaté silně vyhradili proti vládě Jindřicha Korutanského. Heidenreichova účast na politických námluvách s novopečeným římským králem Jindřichem Lucemburským o dosazení jeho syna na trůn českých králů, zapříčinila útok kutnohorských občanů vyprovokovaný maršálkem Jindřicha Korutanského. Osazenstvu kláštera se podařilo útok odrazit. Ze své opatské funkce opata abdikoval pro nemoc 11. července 1320 ve Zbraslavském klášteře. Zemřel o čtyři měsíce později.